# Авдєєнко Геннадій Валентинович
Генна́дій Валенти́нович Авдє́єнко (нар. 4 листопада 1963, Одеса) — український легкоатлет, стрибун у висоту, олімпійський чемпіон.

## Біографічна довідка
Геннадій Валентинович Авдєєнко народився у 1963 році в м. Одеса.
Закінчив факультет фізичного виховання Одеського державного педагогічного інституту ім. К. Д. Ушинського.
Тренувався в Одеському спортивному клубі армії.
Золоту олімпійську медаль здобув на Олімпійських іграх 1988 року в Сеулі з результатом 2 м 38 см. При цьому він повторив свій найкращий результат, який показав на чемпіонаті світу 1987 року. Тоді цей результат приніс йому срібну нагороду. Авдєєнко вигравав також Чемпіонат світу 1983 року.
Згодом закінчив Одеський політехнічний інститут, здобувши спеціальність інженера холодильних установок.

## Нагороди
- Звання заслуженого майстра спорту СРСР (1983)

- Орден Дружби народів.

## Основні досягнення
| Рік  | Турнір                                  | Місце проведення     | Результат | Примітки                            |
| ---- | --------------------------------------- | -------------------- | --------- | ----------------------------------- |
| 1983 | Чемпіонат світу                         | Гельсінкі, Фінляндія | 1-ий      | 2,32, особистий рекорд              |
| 1987 | Чемпіонат Європи в закритих приміщеннях | Льєвен, Франція      | 3-ій      |                                     |
|      | Чемпіонат світу в закритих приміщеннях  | Індіанаполіс, США    | 2-ий      |                                     |
|      | Чемпіонат світу                         | Рим, Італія          | 2-ий      | 2,38, особистий рекорд              |
| 1988 | Олімпійські ігри                        | Сеул, Південна Корея | 1-ий      | 2,38, повторення особистого рекорду |

## Фото
|  |